# Курземские говоры среднелатышского диалекта
Ку́рземские го́воры среднелаты́шского диале́кта (также куронские говоры, западнолатвийские говоры, куршские говоры, куршские среднелатышские говоры; латыш. kursiskās izloksnes, лит. kuršiškosios patarmės) — говоры среднелатышского диалекта, распространённые в юго-западных районах Латвии, на юге Курземе. В составе среднелатышского диалекта курземские говоры противопоставляются видземским и земгальским говорам.
Курземские говоры характеризуются наличием куршского субстрата. На основе преимущественно курземских сререднелатышских говоров сформировалось наречие курсениеков, распространённое до 1945 года на севере Куршской косы.
Согласно классификации А. Гатерса, в курземском ареале выделяются куршские среднелатышские говоры.

## Область распространения
Область распространения курземских говоров размещена в юго-западных районах Латвии в южной части историко-этнографической области Курземе.
Согласно современному административно-территориальному делению Латвии, ареал курземских говоров занимает территории Павилостского, Айзпутского, Скрундского, Вайнёдского, Дурбского, Руцавского и Гробинского краёв, а также южные части территорий Кулдигского и Кандавского краёв, центральные части территории Тукумского края, северные части территорий Броценского и Салдусского краёв, и западные, северные и южные части территории Ницского края.
Курземский ареал среднелатышского диалекта с севера граничит с ареалом курземских говоров ливонского диалекта, с востока и юго-востока — с основным ареалом земгальских говоров среднелатышского диалекта, на юге к области распространения курземских говоров примыкает область распространения литовского языка и островная часть ареала курземских среднелатышских говоров. На западе курземский ареал ограничивается побережьем Балтийского моря.

## Диалектные особенности
Для курземских говоров характерны такие фонетические явления, как:
1. Сохранение исконного гласного [u] перед губными согласными [v] и [b]: [zuve] (лат. литер. zivs [zìus]) «рыба»; [dubęn̂c] (лат. литер. dibens [dibèns]) «дно». В ливонских говорах Курземе гласный u также сохраняется ([duban̂c])[10]. Во всех остальных латышских говорах в данной позиции отмечается гласный [i].
2. Переход дифтонгических сочетаний -ar- > [-ār-], -er- > [-ēr-], в том числе и при произношении их с прерывистой интонацией: [dā̂rps] (лат. литер. darbs [dar̂ps]) «работа»; [ʒę̄̂rt] (лат. литер. dzert [ʒer̂t]) «пить».
3. Утрата согласного [v] в позиции после [l]: [cilē̃ks] (лат. литер. cilvēks [cìlvē̃ks]) «человек»; [pagā̂lis] (лат. литер. pagalvis [pagal̂vis]) «изголовье», «подушка».
4. Случаи сохранения древнего тавтосиллабического [n], [ŋ], как и в курземских ливонских говорах[10]: [bezdeliŋ̂ga] (лат. литер. bezdelīga [bezdelī̂ga]) «ласточка».
5. Развитие формы предлога aiz [àiz] > [ā̂z] «за».
6. Более широкое распространение в сравнении с другими группами говоров мягкого [r]: [veŗu] «открываю» и т. д.

Кроме того, в отличие от видземских и земгальских говоров, в курземских (и в части верхнелатышских) тавтосиллабические -ir, -ur изменились в [-īr-] и [-ūr-] соответственно: [zī̂rks] «лошадь»; [bū̃rt] «колдовать»; глагольная основа прошедшего времени на -ē- сохранилась неизменной: [mē̃s vedē̃m] «мы вели / везли». Также в части курземских (и в верхнелатышских) говорах при образовании форм будущего времени от глаголов первого спряжения, корень которых оканчивается на согласные s, z, t, d, вставка -ī- между корнем и суффиксом будущего времени отсутствует: [es neš̄u] «я понесу»; [tu nes̄i] «ты понесёшь». При образования возвратных глаголов в приставочных глаголах возможна вставка рефлексивного форманта -s-, -si-, -sa- между приставкой и корнем: [nuôsabeîʒas] «кончается».
К морфологическим явлениям курземских говоров относится переход существительных VI склонения в V склонение: [klē̃te] — лат. литер. klēts [klē̃c] «клеть».